# 艾米丽·阿塔克
艾米丽·阿塔克（英語：Emily Jane Atack，1989年12月18日—）是一位英国演员，最知名于在E4的情景喜剧《中间人》中扮演Charlotte Hinchcliffe。